# 二氯二茂锆
二氯二茂锆（英語：Zirconocene dichloride）是一种化学式为(η5-C5H5)2ZrCl2的有机锆化合物，其锆原子位于中心，两个环戊二烯和两个氯形成一个四面體结构，常温常压下为抗磁性固体，在空气中稳定。

## 延伸阅读
- A. Maureen Rouhi. . Chemical & Engineering News. 1998, 82 (16): 162  [2020-05-30]. doi:10.1021/cen-v082n015.p035. （原始内容存档于2019-03-30）. （页面存档备份，存于）